# Die Prostitution
Die Prostitution er en tysk stumfilm fra 1919 af Richard Oswald.

## Medvirkende
- Fritz Beckmann som Klaßen
- Anita Berber som Lola
- Gussy Holl som Hedwig
- Conrad Veidt som Alfred Werner
- Rudolf Klein-Rhoden som Hiller